# 自由研究
自由研究（じゆうけんきゅう）とは、児童・生徒が自由に多様な事項を研究することであり、次のような意味合いがある。
- 大正自由教育運動の中で新しく誕生した新教育の学校（例えば、成城学園、玉川学園など）で始められたこどもたちの関心と体験に重きをおいた学習活動の時間のこと。日本における自由研究の源流とされている。
- 日本において、1947年（昭和22年）から小学校に5年間ほど設けられた教科の1つ。昭和22年度における『学習指導要領 一般編（試案）』（文部省著作）に示された。自由研究の時間のおかれる理由としては、児童の個性から生じる探求活動について、「何かの時間をおいて、児童の活動をのばし、学習を深く進める」ことと説明されていた。
  1. 以上から派生して、詰め込み教育への反省として、こどもが問題意識を出発点にして、主体的な学習活動をする時間として、小学校・中学校・高等学校などのカリキュラムに取り込まれたもの。教科外活動として学校の設置者が設ける「ゆとりの時間」「学校裁量の時間」などを利用して実施され、各学校ごとに「自由学習」「自由活動」などさまざまな呼称が用いられてきた。2003年度施行の学習指導要領からは、このような教科外活動のスタンスに類似する総合的な学習の時間が規定され、すべての初等教育段階（小学校など）・中等教育段階（中学校、高等学校など）の学校でこのような活動が実施されている。
  2. 小学校・中学校などの長期休業（夏休みなど）の期間中に児童・生徒に課される宿題のひとつ。

## 現状
長期休業（夏休みなど）に出される自由研究の課題に対して、こどもたちは、10日～40日ほどの期間を通して教員の指導や方法論を離れ、保護者の協力も得るなどして、思い思いの方法で研究を行うことができる。特に夏季休業（夏休み）は、日数も多いため、まとまった課題に取り組むことができる。
本来は、「自由」の名のとおり無理強いするものではないが、保護者や教員の強い意向でやむなくこなしたり、自身の成績のためにおこなう場合もある。学校側がメニューを用意して生徒に選ばせる、あるいは生徒本人の意向と無関係に割り当てる場合もある。また、読書感想文などと違って明確な規定やノルマが設定されない事が多いため、「自由」の名の下で適当に、またはふざけて済ませてしまう例も少なくない。さらには、実質的に保護者が作成したものが児童・生徒の名前で提出されるケースもある。
休み明けには絵や写真、文章でまとめられた研究のレポートを教員に提出し、優秀作品は学校や市町村単位での「作品展」などに出品される場合もある。
本来、「自由研究」は、自分でテーマを設定し、それを追求していく探求学習（Inquiry-based Learning）であり、問題解決からまとめ方までのスキルを磨くことができる学習である。その重要性を多くの人が認めながらも、受験偏重や指導者不足などのため単なる宿題のひとつとして軽視されることもあるようだ。その一方で、コンテスト受賞などをはげみに小学生から高校生になるまで同じテーマで研究を継続してきた生徒もいる。

## 作成方法
自由研究のレポートは、およそ以下の組み立てに基づく。標本や工作などもレポートを別に作成しておくとよい。
- 自由研究のテーマ
- 研究の動機（なぜこの研究をしようと思ったか）
- 研究の方法
- 結果の予想（まず自分なりに結果を予想することが大事）
- 結果
- まとめ（結果についての考察、予想と結果がちがう場合はなぜそうなったのか、など）
- 研究を終えての感想
- 参考文献、謝辞など

自由研究のテーマや方法についての書籍はすでに数多く出版されている。2000年前後からはパーソナルコンピュータやデジタルカメラが一般家庭に普及したため、これらを駆使して整然とまとめられたレポートも多く提出されるようになった。その反面、レポートにインターネット経由で入手した画像や文章を流用するなどの不正も増えている。

## テーマの例

### 実験
家庭でできる科学的な自由研究
- 錆びた十円玉を調味料に漬けてどんな変化があるか
- 油と水の変化（振る、放置するなど）
- 酸性とアルカリ性の違い

### 研究
研究のテーマは身近なところにある。
- 公園にいるセミやアリ、チョウはどんな種類か、時間帯によってどんな活動をするか、どのように羽化するか。
- 校庭の植物の名前は何か、植物の生えている環境はどうか、花はどんな形をしているか。
- 海岸にある貝殻や岩石の名前は何か。
- しらす干しや干しサクラエビには、小さなイカやハダカイワシなども混じっている（ただし最近はこれらを「異物」として取り除いてしまったものも多く、入手がやや困難）。
- 植物などの煮出し汁に布をつけてからミョウバンの水溶液につけると色染めができる。なかには想像もつかない色に染まるものもある。
- 地元に残る遺跡・古墳・石仏などの調査。

たとえばセミの羽化の観察などはデジタルカメラで簡単に記録ができる。羽化の観察に数時間、まとめに数日あればよいのでセミが多い7月下旬ならば手軽な自由研究である。
これらを本格的に調べるには複数の図鑑や専門家の協力が不可欠だが、正確さについては子どものできる範囲でもかまわない。

### 採集
昆虫採集のように、昆虫類、植物、貝殻、岩石、化石などを採集し、標本をつくる。
- 昆虫標本は展翅板や虫ピン、標本にした後の消臭剤や防虫剤などがいる。
- 植物標本はできるだけ花や胞子のうがあるものを採取して標本にする。イネ科植物やシダ植物などは、葉だけでは専門家でも種類がわからないものもある。また、標本にすると色が黒くなる植物もあるので、生きていた時の写真があればよい。
- 貝殻、岩石、化石などの標本は堅いし腐る心配もないが、状態によっては専門家でも分類が難しい。

どの標本も、収納するための標本箱が必要である。標本には種名、科名、採集地、採集日時、採集者などを記入したラベルを必ずつけるようにする。博物館や動物園などは「分類会」「同定会」を開く所もあるので、標本の種名などがわからない場合はそこに持ちこんで専門家の鑑定をうけることができる。
なお、この手の採集や標本作製は、昭和後期までは夏休みの課題の定番であった。その成果から、科学的にも新しい発見が多数あった。

### 工作
工作もテーマや必要性は身近なところにある。ペットボトルなどをリサイクルしたり、日常生活のちょっとしたことで役に立つもの、伝統的で科学性の高いおもちゃなどを作るよい機会である。

## 関連商品
実際には多くの子供、それに親が苦労しており、それを当て込んだ商売も数多い。たとえばちょっとした科学工作キットや、貯金箱制作セットといったものが夏休み前になると文房具売り場などに多く登場する。また、学習雑誌などでも特集を組み、そのためそのようなところで取り上げられた題材はその年の展示会でいくつも眼にすることになる。昆虫採集が盛んであった頃には、出来合の昆虫標本セットまで存在した。北杜夫はどくとるマンボウ昆虫記の中で「台湾産の昆虫標本などが提出され、そのまま腐っている」ことを批判している。